# テッサロニキ王国

テッサロニキ王国
Βασίλειον Θεσσαλονίκης (ギリシャ語)

テッサロニキ王国の地図（1204年）

テッサロニキ王国（ギリシア語: Βασίλειον Θεσσαλονίκης, 1204年 - 1224年）は、第4回十字軍後にモンフェッラート侯ボニファーチョ1世がギリシアのテッサロニキを中心に築いた短命の十字軍国家である。テッサロニカ王国、サロニカ王国とも呼ぶ。

## 概略
モンフェラート侯ボニファーチョ1世は、以前から東ローマ帝国と関係を持ち、コンスタンティノポリス攻略後、前皇妃のハンガリー王女マルギトと結婚し、第4回十字軍の指導者でもあったためラテン帝国皇帝の最有力候補と見なされていたが、強力な皇帝を嫌うヴェネツィア共和国の意向により皇帝に選ばれず、ギリシアに行きテッサロニキ王国を建国した。
同国はギリシア人の支持を受けて、マケドニアからエーゲ海まで領有したが、ブルガリア帝国やエピロス専制侯国と対峙していた。また前皇帝アレクシオス3世がコリントスを占領していたが、これを破ってアカイア公国、アテネ公国の建設を助け、その宗主権を有した。
しかし、1207年9月にブルガリアのカロヤンに急襲され、ボニファーチョ1世は戦死した。王位は遺児デメトリオに渡った。幼児に過ぎなかったデメトリオの地位を巡って貴族達が権力を握りラテン帝国に反抗した。ラテン帝国皇帝アンリ1世は1209年5月にこれらの貴族達を破り、王国の摂政権を得た。その後、エピロスやブルガリアの攻撃を一旦はね返したが、ラテン帝国自体がニカイア帝国等に対する防衛に忙しく、テッサロニキ王国にまで手が回らない状況であり、1215年にエピロスの君主がテオドロスに代わると、王国領は次々とエピロスに併合されていった。1224年にデメトリオが親政を始めるとまもなく、エピロス専制侯国にテッサロニキを攻略され、デメトリオは亡命して王国はエピロスに併合された。しかし、その王号のみは長らくモンフェラート侯アレラーミチ家の権利として残された。

## 歴代君主
- ボニファーチョ1世・ディ・モンフェッラート（1204年 - 1207年） - 建国者
- デメトリオ・ディ・モンフェッラート（1207年 - 1224年）

（1224年、テッサロニキ王国はエピロス専制侯国に併合され滅亡）

以下は名目上のテッサロニキ王号保有者
- デメトリオ・ディ・モンフェラート（1224年 - 1227年）
- ボニファチオ2世・ディ・モンフェッラート（Bonifacio II di Monferrato）（1227年 - 1255年） - デメトリオの異母兄グリエルモ6世（Guglielmo VI, 1225年没）の息子
- グリエルモ7世・ディ・モンフェッラート（Guglielmo VII di Monferrato）（1255年 - 1292年） - ボニファチオ2世の息子
- ジョヴァンニ1世・ディ・モンフェッラート（Giovanni I di Monferrato）（1292年 - 1305年） - グリエルモ7世の息子

1284年のグリエルモ7世の娘ヴィオランテ・エイレーネーと東ローマ帝国皇帝アンドロニコス2世パレオロゴスの結婚、及び1305年のジョヴァンニの死去に伴いテッサロニキ王号は実質的に消滅した。